# Principio dell'oralità
Il principio dell'oralità è uno dei principi del giudizio ordinario penale e civile e prevede, nel procedimento penale, il diritto dell'imputato ad un processo nel quale la formazione della prova di colpevolezza avvenga preferibilmente attraverso contraddittorio fra le parti e facoltà di interrogatorio e controinterrogatorio dei testi.
Il principio nella recentemente rivista procedura italiana, secondo la Corte Costituzionale è mitigato dal «principio di non dispersione degli elementi di prova non compiutamente (o non genuinamente) acquisibili col metodo orale» .